# Thomas du Toit
Pour les articles homonymes, voir Du Toit.

a Compétitions nationales et continentales officielles uniquement.

b Matchs officiels uniquement.
Dernière mise à jour le 10 novembre 2024.
Thomas du Toit, né le 5 mai 1995 au Cap (Afrique du Sud), est un joueur international sud-africain de rugby à XV évoluant au poste de pilier. Il joue avec la franchise des Sharks en United Rugby Championship depuis 2014.

## Biographie

### Carrière en club
Thomas du Toit commence sa carrière à l'académie de la Western Province, dans sa région natale, où il joue jusqu'en 2013.
Il rejoint ensuite les Natal Sharks; basés à Durban, avec qui il commence sa carrière professionnelle en 2014 en Vodacom Cup, avant de jouer également en Currie Cup plus tard dans l'année,. 
Toujours en 2014, il fait ses débuts en Super Rugby avec la franchise des Sharks. Il ne joue qu'assez peu jusqu'à la saison 2017, où il obtient plus de temps de jeu et s'impose comme l'un des meilleurs pilier du pays,.
Lors de la saison 2016-2017, il est prêté pour durée de trois mois à la province irlandaise du Munster, évoluant en Pro12.
En septembre 2019, il rejoint le Stade toulousain en qualité de joker Coupe du monde. Cependant, quelques jours après avoir signé son contrat, il quitte le club pour rejoindre son équipe nationale à la Coupe du monde au Japon. Il revient à Toulouse après la compétition et joue un match avec le club avant la fin de son contrat en décembre.
En 2024-2025, il marque un essai dans la finale de la Coupe d'Angleterre remportée 48 à 14 face aux Exeter Chiefs.

### Carrière en équipe nationale
Thomas du Toit a joué avec l'équipe d'Afrique du Sud des moins de 20 ans dans le cadre des championnats du monde junior 2014 et 2015,.
Il joue avec l'équipe d'Afrique du Sud A en juin 2016, à l'occasion d'une série de deux rencontres contre les England Saxons. Il est titulaire pour les deux matchs.
Il a été sélectionné pour la première fois avec les Springboks en juin 2018. Il obtient sa première cape internationale avec l'équipe d'Afrique du Sud le 2 juin 2018 à l’occasion d’un match contre l'équipe du pays de Galles à Washington DC.
Initialement non retenu pour disputer la Coupe du monde 2019, il rejoint les Springboks en cours de compétition en remplacement de Trevor Nyakane blessé lors du premier match de poule,. Il dispute deux rencontres lors de la phase de poule, puis assiste à la victoire finale de son équipe lors du tournoi.

## Palmarès

### En club, franchise et province
- Vainqueur de la Currie Cup en 2018 avec les Natal Sharks.
- Finaliste de la Currie Cup en 2017 et 2020-2021 avec les Natal Sharks.
- Vainqueur de la Coupe d'Angleterre en 2025 avec Bath Rugby.
- Vainqueur de la Challenge Cup en 2025 avec Bath Rugby.
- Vainqueur du Championnat d'Angleterre en 2025 avec Bath Rugby.

### En équipe nationale
- Vainqueur de la Coupe du monde en 2019 avec l'équipe d'Afrique du Sud.
- Vainqueur du Rugby Championship en 2024 avec l'équipe d'Afrique du Sud.

### Distinctions personnelles
- Membre de l'équipe type du Championnat d'Angleterre en 2024 et 2025.

## Statistiques en équipe nationale
Au 3 décembre 2024, Thomas du Toit compte 23 capes en équipe d'Afrique du Sud, dont 10 en tant que titulaire et 1 essai , depuis le 2 juin 2018 contre l'équipe du pays de Galles à Washington DC.
Il participe à deux éditions du Rugby Championship en 2018 et 2021. Il dispute deux rencontres dans cette compétition.
Il participe également à une Coupe du monde (2019), durant laquelle il jouera deux matchs.